# Alebra coryli
Alebra coryli är en insektsart som beskrevs av Le Quesne 1976. Alebra coryli ingår i släktet Alebra och familjen dvärgstritar. Inga underarter finns listade i Catalogue of Life.